# DShield
DShield è un progetto partecipativo di sicurezza informatica nato negli USA utilizzato come banca dati del SANS Internet Storm Center (ISC) e avviato ufficialmente a fine novembre del 2000 dal professor Johannes Ullrich.
Ricevendo i log dai firewall di volontari da tutto il mondo, riesce a tracciare le attività di un gran numero di host connessi in rete. Il fine è quello di localizzare ed isolare gli indirizzi IP più pericolosi. 
Diverse università americane hanno aderito al progetto, condividendo i propri log e potendo così evitare accessi non autorizzati.
DShield è in grado di stabilire da quale indirizzi IP vengono sferrati i maggiori attacchi, il cosiddetto "top attacker", oppure dire con certezza la porta maggiormente presa di mira.
Grazie alle analisi del progetto è stato possibile rilevare tempestivamente le minacce di diversi worm come "Ramen", "Leaves", "SQL Snake" e altri.